# Nicola di Lorena
Nicola di Lorena, duca di Mercoeur (Bar-le-Duc, 16 ottobre 1524 – 23 gennaio 1577), era il secondo figlio di Antonio di Lorena, duca di Lorena e di Bar, e di Renata di Borbone-Montpensier.

## Biografia
Dapprima destinato ad una carriera ecclesiastica, divenne vescovo di Metz ed Abate commendatario di Gorze nel 1543 e nel 1544 vescovo di Verdun. Nel giugno 1545 divenne sia tutore che precettore per suo nipote Carlo III di Lorena assieme alla cognata Cristina di Danimarca, ma nel novembre dello stesso anno gli Stati Generali della Lorena lo fecero decadere dall'incarico. Oppositore della politica filo-imperiale di Cristina, prese il titolo di conte di Vaudémont e cedette nel 1548 i suoi vescovati in favore dello zio il cardinale Giovanni di Lorena: in seguito a questo nel  1552 divenne unico tutore per il nipote, carica che ebbe fino al 1559.
Nel 1551 Nomeny fu staccata dal vescovato di Metz ed assegnatagli come marchesato da Massimiliano II d'Asburgo nel 1567. In Francia, godette dell'elevazione della baronia materna di Mercœur al titolo di principato nel 1563 e come ducato di paria nel 1569: da allora portò il titolo di duca di Mercœur. Fu inoltre creato cavaliere dell'Ordine dello Spirito Santo.

## Matrimoni e discendenza
Si sposò tre volte, la prima a Bruxelles il 1º maggio 1549 con
- Margherita d'Egmont (1517 - Bar-le-Duc, 10 marzo 1554), figlia di Giovanni III, conte di Egmont. Da lei ebbe un figlio e tre figlie:
  - Margherita (9 febbraio 1550) - giovane)
  - Caterina (Nomeny, 26 febbraio 1551 - giovane)
  - Enrico (Nomeny, 9 aprile 1552 - giovane), conte di Chaligny
  - Luisa (Nomeny, 30 aprile 1553 - Château de Moulins, 26 gennaio 1601 ) sposò il 13 febbraio 1575 a Reims Enrico III di Francia

Si unì poi in matrimonio, celebrato il 24 febbraio 1555 a Fontainebleau, con:
- Giovanna di Savoia-Nemours (1532 – 1568), figlia di Filippo di Savoia-Nemours, primo Duca di Nemours. Da lei ebbe quattro figli e due figlie:
  - Filippo Emanuele (1558–1602), Duca di Mercoeur
  - Carlo (Nomeny, 20 aprile 1561  – Parigi, 29 ottobre 1587), Cardinale e Vescovo di Toul e di Verdun
  - Giovanna (1563 - giovane)
  - Margherita (Nomeny, 14 maggio 1564 – 20 settembre 1625), sposò il 24 settembre 1581 a Parigi Anne de Joyeuse (1561–1587) e il 31 maggio 1599 Francesco di Lussemburgo, Duca di Piney (d. 1613)
  - Claudio (1566 -  giovane)
  - Francesco (15 settembre 1567 – 1596), marchese di Chaussin

Sposò infine l'11 maggio 1569 a Reims
- Caterina Romola di Guisa (1550–1606), figlia di Claudio di Guisa, Duca di Aumale. Da lei ebbe tre figli e due figlie:
  - Antonio (27 agosto, 1572 – Magonza, 1587), Abate di Beaulieu e Vescovo di Toul
  - Enrico (Nancy, 31 luglio 1570 – Vienna, 26 ottobre 1600), Marchese di Mouy e conte di Chaligny, sposò il 19 settembre 1585 Claudia de Mouy
  - Cristina (1571 - giovane)
  - Louisa (1575 - giovane)
  - Enrico (14 marzo 1576 – 27 aprile 1623), Vescovo di Verdun

## Ascendenza
|                                 |                        |                                 | Genitori                         |  |  | Nonni |  |  | Bisnonni                 |  |  | Trisnonni         |  |
|                                 |                        |                                 |                                  |  |  |       |  |  | Federico II di Vaudémont |  |  | Antonio di Lorena |  |
|                                 |                        |                                 |                                  |  |  |       |  |  | Federico II di Vaudémont |  |  | Antonio di Lorena |  |
|                                 |                        | Maria d'Harcourt                |                                  |  |  |       |  |  | Federico II di Vaudémont |  |  |                   |  |
| Renato II di Lorena             |                        |                                 |                                  |  |  |       |  |  | Federico II di Vaudémont |  |  |                   |  |
|                                 |                        | Iolanda d'Angiò                 | Renato d'Angiò                   |  |  |       |  |  |                          |  |  |                   |  |
|                                 |                        | Iolanda d'Angiò                 | Renato d'Angiò                   |  |  |       |  |  |                          |  |  |                   |  |
|                                 |                        | Iolanda d'Angiò                 | Isabella di Lorena               |  |  |       |  |  |                          |  |  |                   |  |
| Antonio di Lorena               |                        | Iolanda d'Angiò                 |                                  |  |  |       |  |  |                          |  |  |                   |  |
|                                 |                        | Adolfo di Egmond                | Arnoldo di Egmond                |  |  |       |  |  |                          |  |  |                   |  |
|                                 |                        | Adolfo di Egmond                | Arnoldo di Egmond                |  |  |       |  |  |                          |  |  |                   |  |
|                                 |                        | Adolfo di Egmond                | Caterina di Kleve                |  |  |       |  |  |                          |  |  |                   |  |
| Filippina di Gheldria           |                        | Adolfo di Egmond                |                                  |  |  |       |  |  |                          |  |  |                   |  |
|                                 |                        | Caterina di Borbone-Clermont    | Carlo I di Borbone               |  |  |       |  |  |                          |  |  |                   |  |
|                                 |                        | Caterina di Borbone-Clermont    | Carlo I di Borbone               |  |  |       |  |  |                          |  |  |                   |  |
|                                 |                        | Caterina di Borbone-Clermont    | Agnese di Borgogna               |  |  |       |  |  |                          |  |  |                   |  |
| Nicola di Lorena                |                        | Caterina di Borbone-Clermont    |                                  |  |  |       |  |  |                          |  |  |                   |  |
|                                 | Luigi I di Montpensier | Giovanni I di Borbone           |                                  |  |  |       |  |  |                          |  |  |                   |  |
|                                 | Luigi I di Montpensier | Giovanni I di Borbone           |                                  |  |  |       |  |  |                          |  |  |                   |  |
|                                 | Luigi I di Montpensier | Maria di Berry                  |                                  |  |  |       |  |  |                          |  |  |                   |  |
| Gilberto di Borbone-Montpensier | Luigi I di Montpensier |                                 |                                  |  |  |       |  |  |                          |  |  |                   |  |
|                                 |                        | Gabriella di La Tour d'Auvergne | Bertrando V di La Tour           |  |  |       |  |  |                          |  |  |                   |  |
|                                 |                        | Gabriella di La Tour d'Auvergne | Bertrando V di La Tour           |  |  |       |  |  |                          |  |  |                   |  |
|                                 |                        | Gabriella di La Tour d'Auvergne | Giacomina dello Peschin          |  |  |       |  |  |                          |  |  |                   |  |
| Renata di Borbone-Montpensier   |                        | Gabriella di La Tour d'Auvergne |                                  |  |  |       |  |  |                          |  |  |                   |  |
|                                 |                        | Federico I Gonzaga              | Ludovico Gonzaga                 |  |  |       |  |  |                          |  |  |                   |  |
|                                 |                        | Federico I Gonzaga              | Ludovico Gonzaga                 |  |  |       |  |  |                          |  |  |                   |  |
|                                 |                        | Federico I Gonzaga              | Barbara di Brandeburgo           |  |  |       |  |  |                          |  |  |                   |  |
| Chiara Gonzaga                  |                        | Federico I Gonzaga              |                                  |  |  |       |  |  |                          |  |  |                   |  |
|                                 |                        | Margherita di Baviera           | Alberto III di Baviera           |  |  |       |  |  |                          |  |  |                   |  |
|                                 |                        | Margherita di Baviera           | Alberto III di Baviera           |  |  |       |  |  |                          |  |  |                   |  |
|                                 |                        | Margherita di Baviera           | Anna di Braunschweig-Grubenhagen |  |  |       |  |  |                          |  |  |                   |  |
|                                 |                        | Margherita di Baviera           |                                  |  |  |       |  |  |                          |  |  |                   |  |